# Сборная ГДР по регби
Сборная ГДР по регби представляла Германскую Демократическую Республику (Восточную Германию) в международных матчах и соревнованиях по регби-15. Команда выступала с 1951 по 1990 годы.

## История
Первый матч сборной состоялся в 1951 году. Сборная встретилась с Румынией в Бухаресте и проиграла со счётом 26:64. Регбисты ГДР соревновались преимущественно с командами, представлявшими страны Восточного блока. Вместе с тем, немецкая команда один раз сыграла с Нидерландами и Люксембургом, дважды — со Швецией и Данией. Игра против Люксембурга оказалась последней в истории команды. После объединения Германии в 1990 году коллектив прекратил существование, а регбисты из восточной части страны стали представлять общую немецкую команду. Несмотря на ряд предложений о проведении матча со стороны регбийного союза Западной Германии, представители ГДР всякий раз отклоняли заявку.

## Результаты
Итоговые результаты сборной.
| Соперник     | Первая встреча | Матчи | Победы | Ничьи | Поражения |
| ------------ | -------------- | ----- | ------ | ----- | --------- |
| Румыния      | 1951           | 14    | 0      | 1     | 13        |
| Чехословакия | 1956           | 16    | 3      | 2     | 11        |
| Нидерланды   | 1958           | 1     | 1      | 0     | 0         |
| Польша       | 1958           | 13    | 2      | 1     | 10        |
| Швеция       | 1964           | 2     | 2      | 0     | 0         |
| Дания        | 1964           | 2     | 2      | 0     | 0         |
| Болгария     | 1976           | 14    | 9      | 0     | 5         |
| СССР         | 1978           | 2     | 0      | 0     | 2         |
| Югославия    | 1978           | 1     | 0      | 0     | 1         |
| Венгрия      | 1990           | 1     | 1      | 0     | 0         |
| Люксембург   | 1990           | 1     | 0      | 0     | 1         |
| Всего        |                | 67    | 20     | 4     | 43        |

## Тренеры сборной
| Годы работы | Специалист     |
| ----------- | -------------- |
| 1951—1972   | Эрвин Тизис    |
| 1972—1983   | Детлеф Крюгер  |
| 1983—1985   | Герхард Шуберт |
| 1985—1990   | Рюдигер Танке  |
| 1990        | Петер Геллерт  |